# فيشان

فيشان: قبيلة عربية، اتحدت مع قبيلة سبأ في أواخر القرن الثامن قبل الميلاد. تم توضيح الاتحاد في صيغة أحد الآباء المؤسسون يثع أمر وتر، بالآتي:«جمع ولد ألمقه (قبيلة سبأ) من كل قوم (عَشِيرة)، وأضاف جماعة فيشان إليهم».وعلى الرغم من هذا الاتحاد، إلا أن قبيلة فيشان بقت بعيدة عن العرش كلياً، وكان دورها مقصوراً على مناصب في الجيش والقضاء. وبعد قرون طويلة دخلت فيشان ضمن كيان قبيلة حاشد من إتحاد سمعي خلال القرن الثالث الميلادي.